# Bomullssvanskaniner
Bomullssvanskaniner (Sylvilagus) är ett släkte i familjen harar och kaniner (Leporidae). Släktet omfattar 13–16 arter som alla lever på den amerikanska kontinenten, från södra Kanada till norra Argentina.

## Utseende
Bomullssvanskaniner har fått sitt namn från sina kännetecknande svansar. Svansen är hos de flesta arter brun på övre delen och vit på undre delen. Även kroppen är på ovansidan gråbrun eller rödbrun och på buken vit. Öronen är i jämförelse med andra harar inte särskilt långa. Kroppslängden är mellan 22 och 47 centimeter och de väger mellan 250 och 2 700 gram. Honorna är oftast lite större än hanarna.

## Levnadssätt
Arter av detta släkte lever i många olika områden. Det finns bomullssvanskaniner som lever i sumpregioner och som dyker vid faror, arter som förekommer i skogar och buskland med bra förmåga att klättra i träd och arter som lever i öknar eller fjällområden. Dessa djur gräver inga egna gångsystem men utnyttjar den täta undervegetationen eller lyor av andra djur som gömställe. De flesta arter är aktiva vid skymningen eller under natten, men ibland påträffas de mitt på dagen. Bomullsvanskaniner lever mest ensamma och är aktiva året om.

## Föda
Födan består av växter som förekommer i deras habitat. I tempererade områden äter de örter och gräs och i torra regioner även bark och kvistar.

## Fortplantning
Parningstiden är beroende på klimatzonen. I norra USA ligger den mellan februari och september medan det i tropikerna inte finns några särskilda parningstider. Honorna föder i genomsnitt tre till fyra gånger per år och i undantagsfall upp till åtta gånger. Dräktighetens längd ligger mellan fyra och sex veckor. Oftast föds tre till sex ungar per kull, men ibland ända upp till tolv ungar. Ungarna är vid födseln nakna och blinda. Efter cirka fem dagar öppnar de ögonen och efter ungefär två veckor lämnar de boet för första gången. Efter fyra till fem veckor sluter honan att ge di. Medellivslängden i naturen uppskattas till 15 månader. Individer i fångenskap har blivit upp till nio år gamla.

## Hot
Bomullssvanskaniner har flera fiender i naturen, till exempel prärievargar, rävar, mårdar, rovfåglar och ugglor. Även människan jagar dem för köttet, eller bara för nöjes skull och för att kaninerna förstör böndernas åkrar. Ett annat hot är förstörelsen av deras levnadsområde. Fyra arter listas av IUCN som sårbara eller hotade.

## Arter

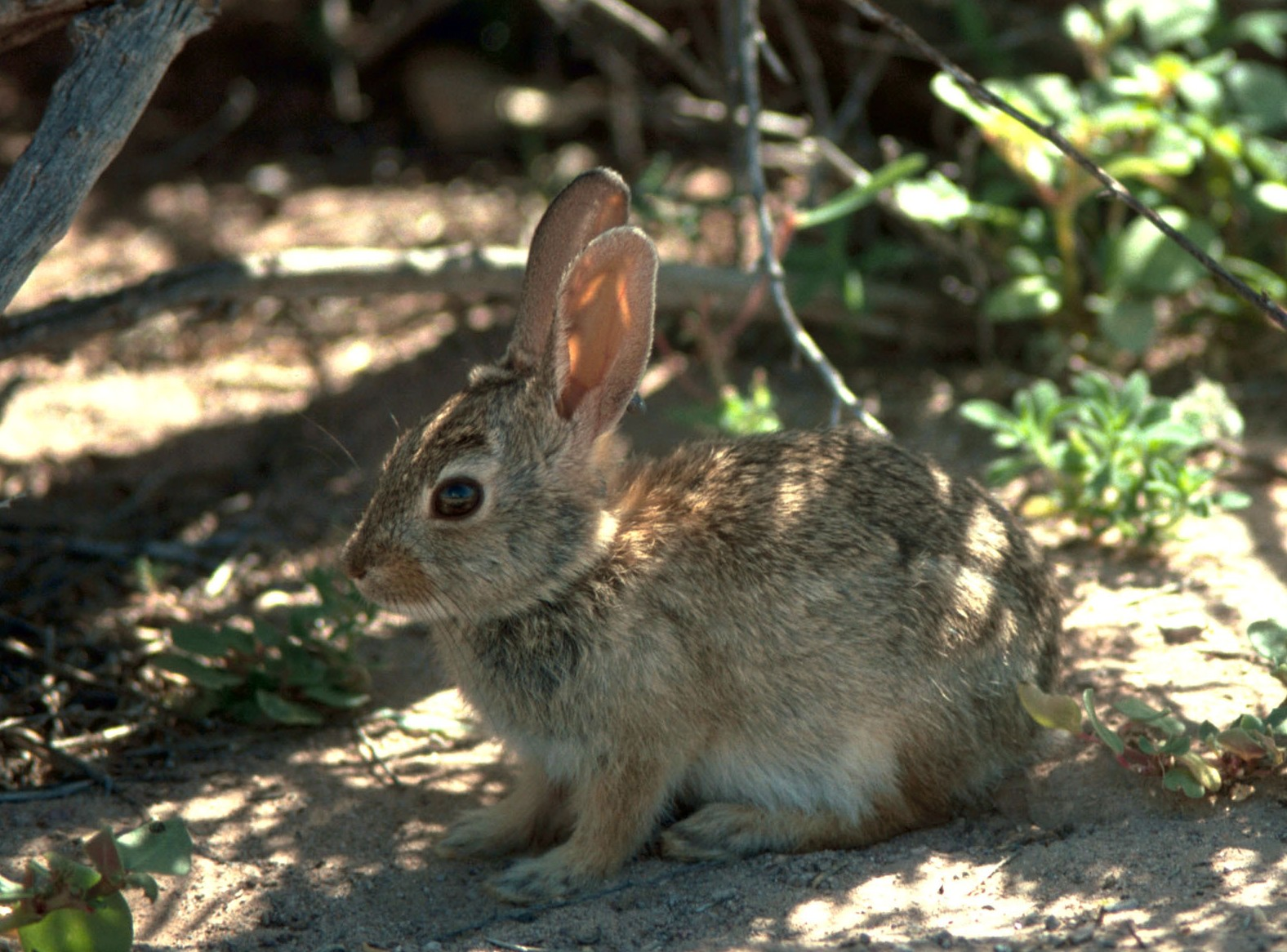
Sylvilagus audubonii

Undersläkten och arter enligt Mammal Species of the World (2005).
- Undersläkte Sylvilagus
  - Sylvilagus audubonii, finns i öken och torra områden i sydvästra USA och Mexiko.
  - Sylvilagus cognatus
  - Mexikansk bomullssvanskanin (S. cunicularius), lever i ett mindre område i sydvästra Mexiko.
  - Östlig bomullssvanskanin (S. floridanus) förekommer från östra och mellersta Kanada över USA till Colombia. Är anpassade till olika levnadsområden som stäpp, öken, skog och sump. Finns även i närheten av människor.
  - Tres Marias-kanin (S. graysoni), förekommer bara på de mexikanska öarna Islas Marías och listas som hotad.
  - Bergskanin (S. nuttallii), lever i bergsregioner i västra USA.
  - Sylvilagus obscurus
  - Sylvilagus robustus
  - S. transitionalis, förekommer i östra USA och listas som hotad.
- Undersläkte Tapeti
  - Kärrkanin (Sylvilagus aquaticus) är väl anpassade till livet i vatten. De förekommer i sumpområden och blöta regioner i södra USA. De har mycket bra förmåga att simma.
  - Skogskanin (S. brasiliensis) förekommer från östra Mexiko till norra Argentina och föredrar regioner som är rik på skog. Denna art föder bara en gång per år och kullen omfattar oftast bara två ungdjur.
  - Träskkanin (S. palustris) liknar den förstnämnda arten i levnadssättet och förekommer vid USA:s sydöstra kustlinje.
  - Sylvilagus varynaensis
- Undersläkte Microlagus
  - Buskkanin (S. bachmani), lever i västra USA och Baja California. Den föredrar regioner med många buskar och klättrar i dem. Är jämförelsevis små med gråaktig pälsfärg.
- incertae sedis
  - S. dicei, är nära släkt med skogskanin. Förekommer i Costa Rica och Panama. Listas som hotad.
  - Omiltemekanin (S. insonus) förekommer bara i ett mindre område i den mexikanska delstaten Guerrero. Är mycket sällsynt och listas som starkt hotad.
  - San José-kanin (S. mansuetus), är endemisk på den mexikanska ön Isla San José vid Baja California.